# Jan Brueghel el Vell

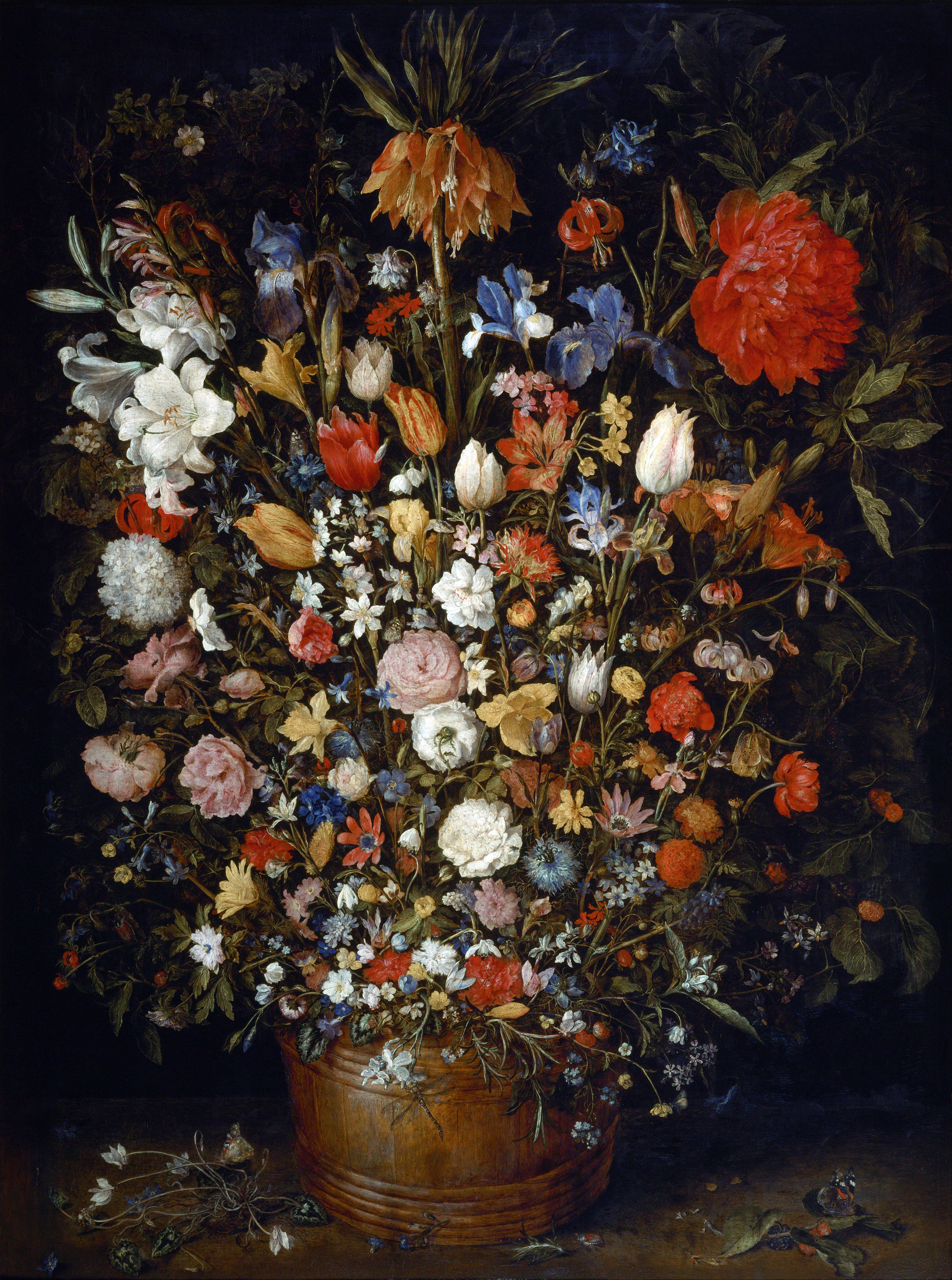
Bouquet pintat el 1606

Jan Brueghel el Vell (Brussel·les, 1568 - Anvers, 1625), va ser un pintor flamenc, fill de Pieter Brueghel el Vell i pare de Jan Brueghel el Jove. Va ser anomenat Brueghel "el de Vellut", "la Flor" o "el Paradís", deguts els dos últims noms als seus temes favorits i el primer a causa del seu domini a la pintura de teles. Prolífic pintor de naturaleses mortes, sovint de flors i paisatges, va crear un estil més independent del del seu pare que el del seu germà Pieter el Jove. Les seves primeres obres sovint són paisatges amb escenes bíbliques o històriques, en particular escenes boscoses mostrant la influència del mestre Gillis van Coninxloo. Més tard va evolucionar a pintura de paisatge pur, o vistes urbanes, i cap a naturaleses mortes al final de la seva carrera. Molts dels seus quadres són col·laboracions en els quals altres autors, com Peter Paul Rubens, Hendrick de Clerk, Franken II, Paul Brill, Joost de Momper i Hendrick van Belin pintaven figures.

## Llinatge
|  |  |                         |                         |                         |                         | Pieter Brueghel el Vell |                         |  |  |                      |                      |                      |                      |                      |                      |  |  |               |               |               |               |               |               |  |  |                       |                       |                       |                       |                       |                       |  |  |
|  |  |                         |                         |                         |                         |                         |                         |  |  |                      |                      |                      |                      |                      |                      |  |  |               |               |               |               |               |               |  |  |                       |                       |                       |                       |                       |                       |  |  |
|  |  |                         |                         |                         |                         |                         |                         |  |  |                      |                      |                      |                      |                      |                      |  |  |               |               |               |               |               |               |  |  |                       |                       |                       |                       |                       |                       |  |  |
|  |  | Pieter Brueghel el Jove | Pieter Brueghel el Jove | Pieter Brueghel el Jove | Pieter Brueghel el Jove | Pieter Brueghel el Jove | Pieter Brueghel el Jove |  |  | Jan Brueghel el Vell | Jan Brueghel el Vell | Jan Brueghel el Vell | Jan Brueghel el Vell | Jan Brueghel el Vell | Jan Brueghel el Vell |  |  |               |               |               |               |               |               |  |  |                       |                       |                       |                       |                       |                       |  |  |
|  |  | Pieter Brueghel el Jove | Pieter Brueghel el Jove | Pieter Brueghel el Jove | Pieter Brueghel el Jove | Pieter Brueghel el Jove | Pieter Brueghel el Jove |  |  | Jan Brueghel el Vell | Jan Brueghel el Vell | Jan Brueghel el Vell | Jan Brueghel el Vell | Jan Brueghel el Vell | Jan Brueghel el Vell |  |  |               |               |               |               |               |               |  |  |                       |                       |                       |                       |                       |                       |  |  |
|  |  |                         |                         |                         |                         |                         |                         |  |  |                      |                      |                      |                      |                      |                      |  |  |               |               |               |               |               |               |  |  |                       |                       |                       |                       |                       |                       |  |  |
|  |  |                         |                         |                         |                         |                         |                         |  |  |                      |                      |                      |                      |                      |                      |  |  |               |               |               |               |               |               |  |  |                       |                       |                       |                       |                       |                       |  |  |
|  |  | Ambrosius Brueghel      | Ambrosius Brueghel      | Ambrosius Brueghel      | Ambrosius Brueghel      | Ambrosius Brueghel      | Ambrosius Brueghel      |  |  | Jan Brueghel el Jove | Jan Brueghel el Jove | Jan Brueghel el Jove | Jan Brueghel el Jove | Jan Brueghel el Jove | Jan Brueghel el Jove |  |  | Anna Brueghel | Anna Brueghel | Anna Brueghel | Anna Brueghel | Anna Brueghel | Anna Brueghel |  |  | David Teniers el Jove | David Teniers el Jove | David Teniers el Jove | David Teniers el Jove | David Teniers el Jove | David Teniers el Jove |  |  |
|  |  | Ambrosius Brueghel      | Ambrosius Brueghel      | Ambrosius Brueghel      | Ambrosius Brueghel      | Ambrosius Brueghel      | Ambrosius Brueghel      |  |  | Jan Brueghel el Jove | Jan Brueghel el Jove | Jan Brueghel el Jove | Jan Brueghel el Jove | Jan Brueghel el Jove | Jan Brueghel el Jove |  |  | Anna Brueghel | Anna Brueghel | Anna Brueghel | Anna Brueghel | Anna Brueghel | Anna Brueghel |  |  | David Teniers el Jove | David Teniers el Jove | David Teniers el Jove | David Teniers el Jove | David Teniers el Jove | David Teniers el Jove |  |  |
|  |  |                         |                         |                         |                         |                         |                         |  |  |                      |                      |                      |                      |                      |                      |  |  |               |               |               |               |               |               |  |  |                       |                       |                       |                       |                       |                       |  |  |
|  |  |                         |                         |                         |                         |                         |                         |  |  | Abraham Brueghel     |                      |                      |                      |                      |                      |  |  |               |               |               |               |               |               |  |  |                       |                       |                       |                       |                       |                       |  |  |